# Hirtaeschopalaea albolineata
Hirtaeschopalaea albolineata là một loài bọ cánh cứng trong họ Cerambycidae.